# Synagoge (Verdun)

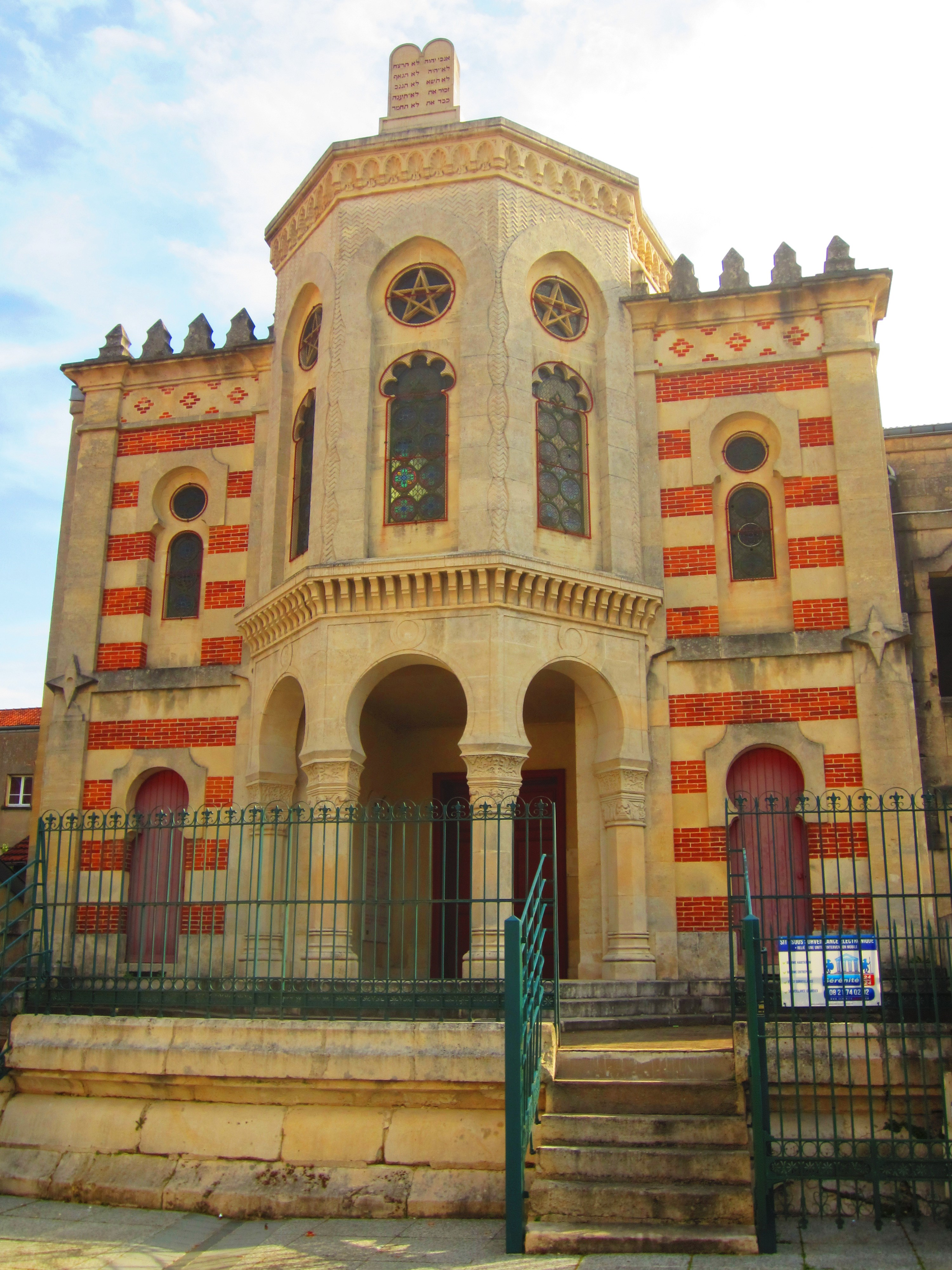
Synagoge in Verdun

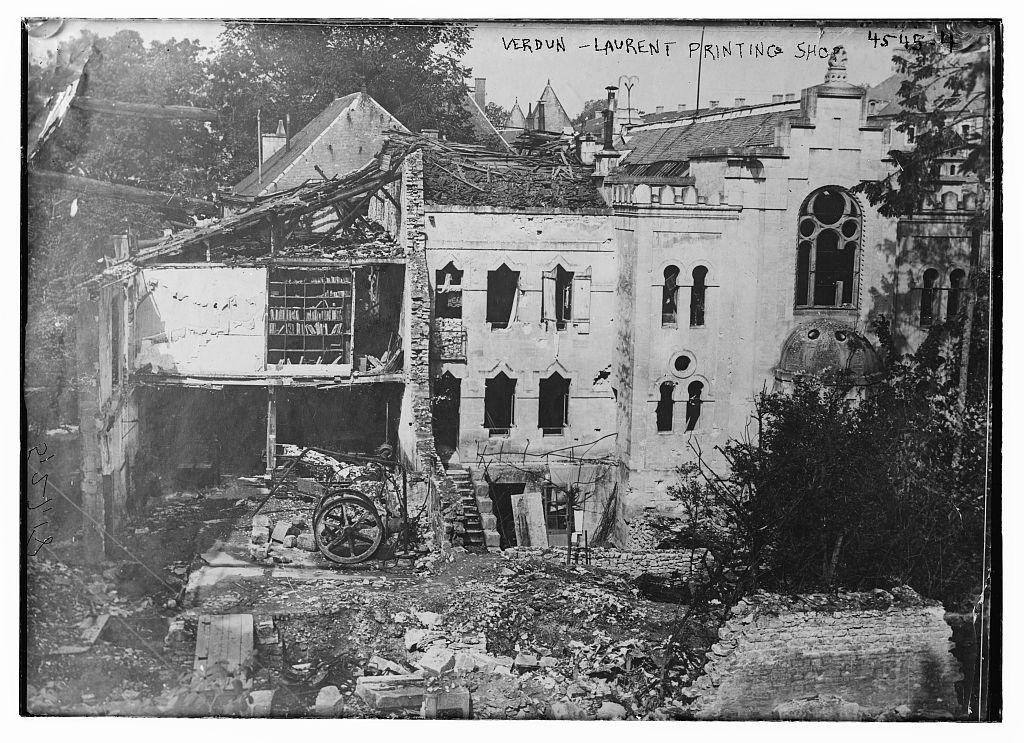
Zustand nach den Zerstörungen im Ersten Weltkrieg

Die Synagoge in Verdun, einer französischen Stadt im Département Meuse der Region Lothringen, wurde von 1873 bis 1875 errichtet. Die Synagoge an der Nr. 13 rue des Frères-Boulhaut wurde 2002 als Monument historique klassifiziert.

## Geschichte
Die neuzeitliche Synagoge von Verdun wurde 1805 auf dem Gelände des ehemaligen Dominikanerklosters erbaut. Während des Deutsch-Französischen Kriegs 1870/71 völlig zerstört, wurde die Synagoge im maurischen bzw. neobyzantinischen Stil nach Plänen des Architekten Henri Mazilier wieder aufgebaut. Von den deutschen Truppen im Zweiten Weltkrieg profaniert, wurde  die Synagoge danach wieder restauriert und schließlich 1996 vollkommen renoviert.